# Hochschule Rhein-Waal
Hochschule Rhein-Waal lub HSRW (ang. Rhine-Waal University of Applied Sciences) – publiczna uczelnia zorientowana międzynarodowo. Uczelnia zaczęła działać w semestrze zimowym 2009/10 i osiągnęła planowaną liczbę studentów w 2013 (około 5000). Uczelnia posiada dwa kampusy: w Kleve i Kamp-Lintfort. Nazwa uczelni powstała na bazie nazw dwóch rzek w regionie – Renu po stronie niemieckiej i Waal po stronie holenderskiej. Obszar między tymi rzekami stworzył Euroregion Ren-Waal. HSRW to jeden z projektów euroregionu. Obecnym rektorem uczelni jest Dr. Oliver Locker-Grütjen.

## Historia
Rząd landu Nadrenii Północnej-Westfalii zorganizował konkurs na stworzenie trzech nowych uczelni w 2008 r. Zgłosiły się Kleve i miasta „We-4” (Kamp-Lintfort, Moers, Neukirchen i Rheinberg), ale pomysł na osobne uczelnie został odrzucony. Zamiast tego, w listopadzie 2008, uzgodniono, iż dwójka miast-kandydatów – Kleve i Kamp-Lintfort – stworzy wspólnie uczelnię. W kwietniu 2009, Prof. Dr. Marie-Louise Klotz została rektorem, a Prof. Dr. Martin Goch prorektorem nowej uczelni. Hochschule Rhein-Waal oficjalnie otwarto 1 maja 2009.
W semestrze zimowym 2009/2010, studenci mogli zapisać się w Kamp-Lintfort na 3 pierwsze kierunki studiów: International Business and Social Sciences, Bio Science and Health, i E-Government.
Uczelnia szybko zaczęła oferować 25 kierunków studiów licencjackich i 3 magisterskie, nauczane po angielsku (70 procent programów) lub niemiecku na czterech wydziałach Technologia i bionika (Kleve), Nauki biologiczne (Kleve), Społeczeństwo i ekonomia (Kleve) i Komunikacja i środowisko (Kamp-Lintfort). Celem jest oferowanie 29 kierunków studiów licencjackich i 5 magisterskich. Długość studiów wynosi 7 semestrów dla studiów licencjackich i 3 dla magisterskich.

## Zorientowanie techniczne
W celu zbudowania efektywniej sieci kontaktów z lokalnym biznesem, położona nacisk na tak zwane studia STEM (matematykę, informatykę, nauki przyrodnicze i technologię, ekonomię i inżynierię rolną, logistykę, energię i technologię środowiskową).
- Wydział technologii i bioniki (Faculty of Technology and Bionics)[3]
- Wydział społeczeństwa i ekonomii (Faculty of Society and Economics)[4]
- Wydział nauk biologicznych (Faculty of Life Sciences)[5]
- Wydział komunikacji i środowiska (Faculty of Communication and Environment)[6]

## Obiekty i życie studenckie

### Biblioteka
Biblioteka uczelniana jest dostępna dla członków uczelni i osób z zewnątrz. To bardzo mała biblioteka.

### Czas wolny i edukacja
Studenci mają możliwość brania udziału za darmo w zajęciach sportowych. Obecnie są oferowane: badminton, siatkówka, koszykówka, fitness, bieganie, piłka nożna i windsurfing. Dodatkowo, uniwersytet bierze udział w różnych wydarzeniach sportowych, takich jak Triathlon Klever.

### Kursy językowe
Jako międzynarodowa uczelnia, HSRW oferuje różnorodne kursy językowe za darmo. Dla międzynarodowych studentów, kurs „Niemiecki jako język obcy” (Deutsch als Fremdsprache) jest oferowany na wszystkich poziomach (A0-C1). Po osiągnięciu poziomu B2/C1, międzynarodowi studenci mogą zdać zewnętrzny test DaF, niemiecki test językowy dla zagranicznych kandydatów na studia uznawany przez wszystkie niemieckie uczelnie. Angielski, francuski i hiszpański są oferowane na różnych poziomach. Dodatkowo, studenci mogą wziąć udział w wyspecjalizowanych kursach, takich jak „Angielski dla biznesu”. Włoski, niderlandzki, rosyjski, chiński i japoński są także nauczane, od poziomu początkującego (A1) do średniego (B1).